# Ford Mustang Mach-E
Pour les articles homonymes, voir Ford Mustang (homonymie) et Mustang.
La Ford Mustang Mach-E est un SUV coupé électrique du constructeur automobile américain Ford commercialisé depuis octobre 2020 en Europe et aux États-Unis. Elle s'inspire de la Mustang VI commercialisée depuis 2015. La Mustang Mach-E est le premier véhicule électrique de Ford non dérivé d'un modèle thermique et le premier de la gamme Model e du constructeur.

## Présentation
La Mustang Mach-E est présentée le 18 novembre 2019 sur l’aéroport municipal d'Hawthorne, dans le comté de Los Angeles aux États-Unis, sous la forme d'un prototype proche de la série, avant sa première exposition publique au salon de Los Angeles 2019. Ford a dévoilé son nom officiel une semaine avant, le 14 novembre 2019. Il fait référence à la Mustang Mach 1 de 1969, et il est le premier véhicule électrique du constructeur américain. Son design s'inspire de la Mustang de sixième génération avec des feux arrière rappelant le coupé sportif et sa calandre reçoit le fameux mustang au galop en son centre.
Le SUV est commercialisé aux États-Unis à partir d'octobre 2020. En Europe, il est commercialisé fin 2021 dans sa version GT, en quatre roues motrices et avec une batterie de 88 kWh uniquement, et avec seulement deux coloris « Bleu Grabber » et « Cyber Orange ».
En juin 2021, le constructeur annonce avoir produit plus de Ford Mustang Mach-E électriques (27 816) que de Ford Mustang thermiques (26 089).
La Mach-E n'est pas produite aux États-Unis mais dans l'usine d'assemblage Cuautitlán Izcalli au Mexique.

### Mustang Mach-E Rally

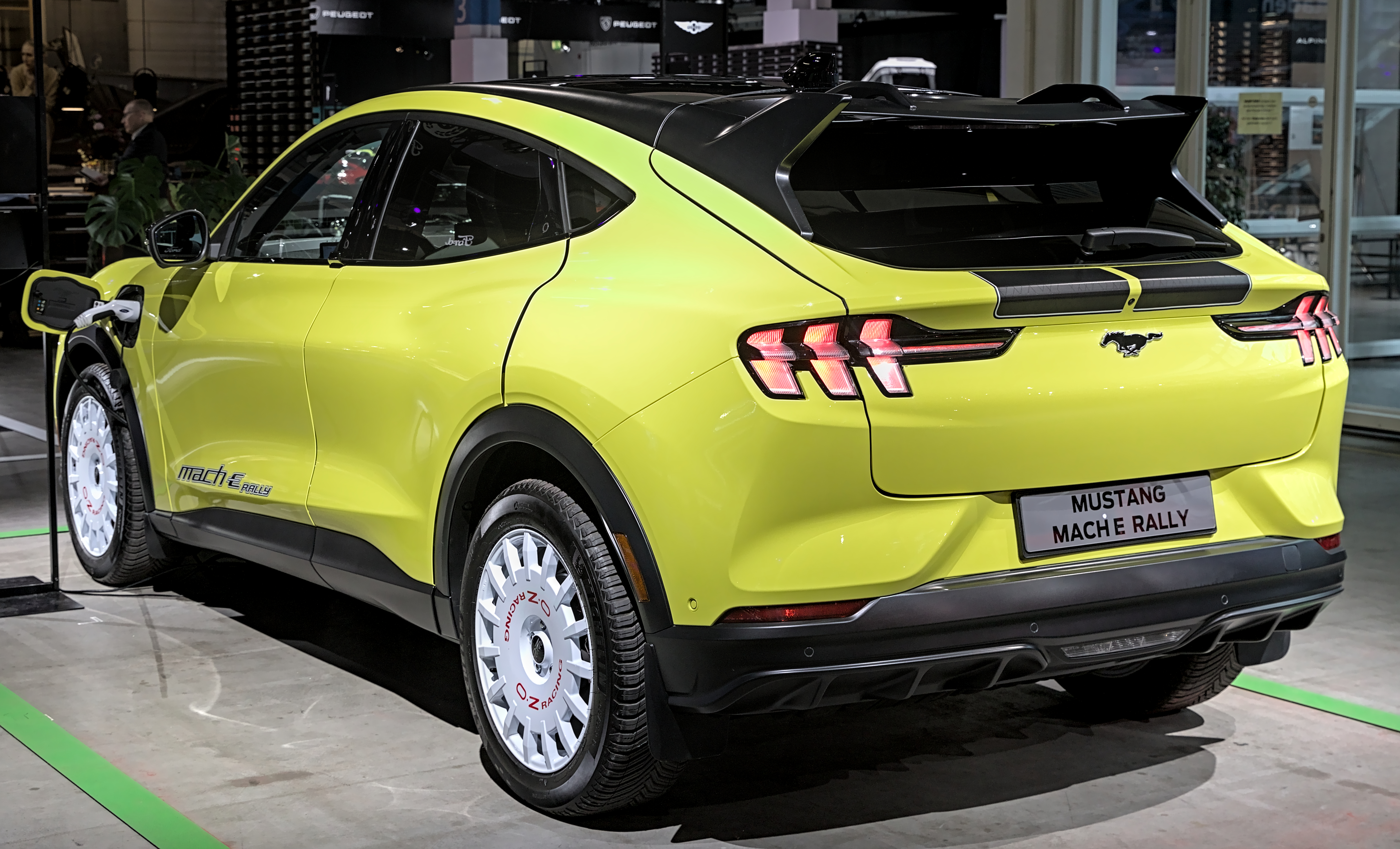
Ford Mustang Mach-E Rally

Ford présente la version Mach-E Rally au Festival de vitesse de Goodwood en juillet 2023 dotée des moteurs de la finition GT (487 ch) alimentés par une batterie d'une capacité nette de 91 kWh.

## Caractéristiques techniques
La Mustang Mach-E est basée sur la plate-forme technique Global Electrified 2 (GE2), dérivée de la plate-forme C2 utilisée par la Focus de quatrième génération. Le SUV comporte deux coffres, un coffre traditionnel à l'arrière de 407 dm3 et un frunk (coffre sous le capot) avant de 100 dm3.

### Technologies
À l'extérieur, la Mustang Mach-E est démunie de poignées de porte, remplacées par un bouton sur le montant. Un pavé sensitif logé dans le pilier B offre la possibilité de composer un code pour ouvrir le véhicule.
À l'intérieur, le SUV électrique est doté d'une instrumentation numérique composée d'un écran de 10,4 pouces quand la planche de bord reçoit en son centre une immense tablette tactile de 15,5 pouces, orientée au format portrait, imitant en cela la Tesla Model X. La tablette intègre une mollette en bas permettant de faciliter la navigation dans ses menus et utilise le système d'exploitation SYNC 4 de Ford. De plus, la planche de bord intègre une barre de son Bang&Olufsen.
La Ford Mustang Mach-E propose la fonction « One pedale drive » permettant d'utiliser uniquement la pédale d’accélérateur, en appuyant pour accélérer et relâchant pour freiner, et de profiter de la régénération d’énergie au freinage. Trois modes de conduite sont proposés (Engage, Whisper et Stampede).

### Batteries
La batterie de la Mach-E est disponible avec deux capacités de batterie, 75,7 kWh et 98,8 kWh, autorisant une autonomie de 420 km à 600 km en fonction de la transmission et de la batterie choisie. La batterie permet une autonomie moyenne de 119 km après 10 minutes de charge. Sa prise est de type Combo CCS, elle peut donc se recharger sur les bornes rapides jusqu'à 150 kW du réseau Ionity dont Ford est actionnaire.

### Motorisations
La Mustang reçoit un ou deux moteurs électriques Eluminator produit en interne par le constructeur.
La version Mustang Mach-E GT est disponible à partir du 9 juillet 2021.
| Logo de Ford                     | Mustang Mach-E | Mustang Mach-E           | Mustang Mach-E | Mustang Mach-E           | Mustang Mach-E            | Mustang Mach-E            |
| Logo de Ford                     | RWD 75         | eAWD 75                  | RWD 99         | eAWD 99                  | GT                        | Rally                     |
| -------------------------------- | -------------- | ------------------------ | -------------- | ------------------------ | ------------------------- | ------------------------- |
| Puissance moteur électrique (kW) | arrière : 210  | avant : 50 arrière : 210 | arrière : 210  | avant : 50 arrière : 210 | avant : 210 arrière : 210 | avant : 210 arrière : 210 |
| Puissance maximale (ch)          | 258            | 258                      | 285            | 337                      | 487                       | 487                       |
| Couple maximal (N m)             | 415            | 565                      | 415            | 565                      | 860                       | 950                       |
| Vitesse maximale (km/h)          | 180            | 180                      | 180            | 180                      | 241                       | 200                       |
| 0-100 km/h (s)                   | 6,9            | 6,3                      | 7,0            | 5,8                      | 3,7                       | 4,3                       |
| Consommation (kWh/100 km)        | 16,5           | 17,9                     | 16,5           | 18,1                     |                           |                           |
| Transmission                     | Propulsion     | Intégrale                | Propulsion     | Intégrale                | Intégrale                 | Intégrale                 |
| Masse à vide (kg)                |                |                          |                |                          |                           |                           |
| Batterie                         |                |                          |                |                          |                           |                           |
| Capacité brute (kWh)             | 75,7           | 75,7                     | 98,8           | 98,8                     | 88                        | 98,8                      |
| Autonomie WLTP (km)              | 450            | 420                      | 600            | 540                      | 500                       | 510                       |
| Poids (kg)                       | 477            | 477                      | 596            | 596                      | 596                       | 596                       |
| Temps de recharge                |                |                          |                |                          |                           |                           |
| sur une Wallbox 12 kW            | 7 heures       | 7 heures                 | 9 heures       | 9 heures                 | 9 heures                  | 9 heures                  |
| sur une borne 150 kW (0 à 80 %)  | 55 minutes     | 55 minutes               | 55 minutes     | 55 minutes               | 55 minutes                | 30 minutes                |

## Finitions
- Select
- California Route 1
- Premium
- GT Édition Performance

Au mois d'avril 2023, la Mustang Mach-E est disponible en France à partir de 56 990 €.
- Rally (à partir de mai 2024)[14] :
  - Démarrage mains libres
  - Écran tactile central de 15,5”
  - Hayon mains libres
  - Jantes alliage de 19”
  - Kit carrosserie spécifique
  - One Pedal Drive
  - Projecteurs Full LED intelligents
  - Régulateur de vitesse adaptatif
  - Rétroviseurs chauffants et rabattables électriquement
  - Sellerie perforée Sensico - Silver City
  - Sièges sport Ford Performance
  - Système audio B&O 10 haut-parleurs
  - Vitres arrière surteintées

### Séries spéciales
- First Edition
- Frost White[15]
- GT Bronze[16]

### Personnalisation
La Mustang Mach-E propose plusieurs coloris différents:
|            | Noir Shadow |              | Bleu Grabber    |
|            | Blanc Space |              | Rouge Lucid     |
| Blanc Star |             | Orange Cyber |                 |
|            | Bleu Vapor  |              | Gris Carbonized |

## Concept car
Shelby American Inc. présente la Shelby Mustang Mach-E GT Concept, un concept sportif basé sur la Mach-E, au SEMA Show de Las Vegas en novembre 2021.

## Communication
Ford a embauché l'acteur britannique Idris Elba pour jouer dans plusieurs publicités teaser pour la voiture et animer les débuts officiels de la Mustang Mach-E le 17 novembre 2019,.

### Record
Le 9 juillet 2021, Paul Clifton, Kevin Booker et Fergal McGrath établissent un record du monde Guinness en conduisant de John O'Groats à Land's End. Ils ont parcouru la distance de 840 milles (1 350 km) avec trois recharges.

### Récompense
En 2021, la Mach-E remporte le prix « EV of the Year » de Car and Driver. Elle est confrontée à dix autres véhicules dont trois modèles Tesla, l'Audi E-Tron, le Volvo XC40 Recharge et la Porsche Taycan. Les véhicules ont été testés sur la distance qu'ils pouvaient parcourir à 70 milles par heure, des tests de performance, tests de sensations subjectives sur la voie publique et enfin un parcours aller-retour sur route de 1 000 milles du Michigan à la Virginie. Car and Driver a déclaré que : "Le Mach-E a la dynamique de conduite et la conception pour pousser les nouveaux acheteurs au-delà de la simple acceptation des véhicules électriques à l'excitation.".